# Борки (Ломоносовский район)
Бо́рки (фин. Kangas) — упразднённая деревня на территории Лебяженского городского поселения Ломоносовском районе Ленинградской области.

## История
Деревня Бор, близ деревни Лебяжье, упоминается в Дозорной книге Водской пятины Корельской половины 1612 года в Дудоровском погосте.
Затем как деревня швед. Bår в Писцовых книгах Ореховского уезда за 1615 год.
На карте Нотебургского лена П. Васандера, начерченной в 1699 году с оригинала первой трети XVII века, она упоминается как селение швед. Kangas.
На карте Ингерманландии А. И. Бергенгейма, составленной по шведским материалам 1676 года, на месте будущей деревни Борки обозначена мыза швед. Kangas.
На шведской «Генеральной карте провинции Ингерманландии» 1704 года швед. Kangas также упоминается.
Селение Кангас обозначено на «Географическом чертеже Ижорской земли» Адриана Шонбека 1705 года.
Затем как селение Бор оно упомянуто на карте Санкт-Петербургской губернии Я. Ф. Шмидта 1770 года.
Деревни Малые Борки из 17 дворов и Большие Борки из 33, упоминаются на «Топографической карте окрестностей Санкт-Петербурга» Ф. Ф. Шуберта 1831 года.

БОЛЬШИЕ БОРКИ — деревня принадлежит государю великому князю Михаилу Павловичу, число жителей по ревизии: 88 м. п., 83 ж. п.

МАЛЫЕ БОРКИ — деревня принадлежит государю великому князю Михаилу Павловичу, число жителей по ревизии: 40 м. п., 43 ж. п. (1838 год)

В 1844 году деревня Большие Борки насчитывала 33 двора.
На этнографической карте Санкт-Петербургской губернии П. И. Кёппена 1849 года она обозначена как деревня «Kangais», расположенная в ареале расселения ижоры. В пояснительном тексте к этнографической карте записаны деревни: 
- Kangais (Большие Борки), количество жителей на 1848 год: эвремейсов — 55 м. п., 67 ж. п., всего 122 человека, ижоры — 34 м. п., 40 ж. п., всего 74 человека, русских — 3 человека
- Klein-Borki (Малые Борки), количество жителей на 1848 год: ижоры — 36 м. п., 50 ж. п., всего 86 человек, русских — 1 человек.

Ижоры и русские относились к православному Ораниенбаумскому приходу, эвремейсы — к лютеранскому приходу Тюрё.

БОРКИ БОЛЬШИЕ — деревня Ораниенбаумского дворцового правления, по просёлочной дороге, число дворов — 32, число душ — 93 м. п.

БОРКИ МАЛЫЕ — деревня Ораниенбаумского дворцового правления, по просёлочной дороге, число дворов — 17, число душ — 43 м. п. (1856 год)

В 1860 году деревня Большие Борки насчитывала 38, а Малые Борки — 19 дворов.

БОРКИ БОЛЬШИЕ — деревня Ораниенбаумского дворцового ведомства при колодцах, на приморском просёлочном тракте по левую сторону, в 27  верстах от Петергофа, число дворов — 29, число жителей: 110 м. п., 125 ж. п.

БОРКИ МАЛЫЕ — деревня Ораниенбаумского дворцового ведомства при колодцах, там же, число дворов — 15, число жителей: 44 м. п., 49 ж. п. (1862 год)

- Деревня Борки на карте 1885 года

В 1885 году деревни Большие и Малые Борки насчитывали 60 дворов.
В конце XIX века деревни административно относились к Ораниенбаумской волости 2-го стана Петергофского уезда Санкт-Петербургской губернии, в начале XX века — 3-го стана. По приходским данным население деревни было смешанным — финско-ижорским.
К 1913 году количество дворов в Больших Борках составляло 31, а в Малых — 30 дворов.
С 1917 по 1922 год деревни Большие Борки и Малые Борки входили в состав Борковского сельсовета Ораниенбаумской волости Петергофского уезда.
С 1922 года в составе Лебяженского сельсовета.
С 1923 года в составе Троцкого уезда.
Согласно данным переписи населения СССР 1926 года в деревне Большие Борки проживали 276 человек — большинство ижоры, а также русские, финны и поляки; в деревне Малые Борки проживали 136 человек — большинство русские, а также ижоры.
С 1927 года в составе Ораниенбаумского района.
В 1928 году население деревень Большие Борки и Малые Борки составляло 419 человек.
По административным данным 1933 года деревни Большие и Малые Борки входили в состав Лебяжского сельсовета Ораниенбаумского района.
- План деревни Борки. 1938 год

Согласно топографической карте 1938 года деревня состояла из двух частей: Большие Борки которые насчитывали 49 дворов и Малые Борки — 41. К югу от деревни располагался военный аэродром, в центре деревни — силосная башня.
Деревня Борки является историческим поселением ижоры, подвергшихся в 1940 году массовой депортации.
Во время Великой Отечественной войны в деревне базировался 47-й авиационно-штурмовой полк авиации КБФ, которым командовал подполковник Нельсон Георгиевич Степанян. Аэродром использовался для полетов летчиками 1-го минно-торпедного авиационного полка КБФ под командованием Героя Советского Союза полковника Евгения Николаевича Преображенского, осуществившими первые бомбардировки Берлина в 1941 году с аэродрома острова Эзель.
С 1963 года в составе Гатчинского района.
С 1965 года вновь в составе Ломоносовского района. В 1965 году население деревень Большие и Малые Борки составляло 141 человек.
По данным 1966 года деревня называлась Борки и также находилась в составе Лебяжского сельсовета.

## География
Деревня расположена в северной части района к юго-востоку от административного центра поселения посёлка Лебяжье.
Деревня находится близ автодороги 41А-007 (Санкт-Петербург — Ручьи).
Расстояние до ближайшей железнодорожной станции Чайка — 1,5 км.

## Достопримечательности
- Мемориал «Лётчикам, погибшим над морем. 1941—1944»
- Мемориал «Жителям деревни Борки, погибшим на фронтах Великой Отечественной войны»
- Мемориальная доска Герою Советского Союза Николаю Фёдоровичу Афанасьеву на здании поселкового Совета
- Остатки танковой каменной дороги, ведущей из форта Красная Горка к аэродрому

## Известные уроженцы
- Никифоров, Николай Иванович — механик-водитель экипажа танка КВ-1, под командованием Колобанова Зиновия Григорьевича, уничтожившего 20 августа 1941 года, в одном танковом бою 22 танка противника. Похоронен здесь же в 1974 году[29]
- Того, Виктор Петрович (1935—2001) — ижорский писатель, поэт, публицист[30].

## Транспорт
- Станция Чайка на железнодорожной линии Санкт-Петербург — Калище.